# Match nul
 (décembre 2019).
Si vous disposez d'ouvrages ou d'articles de référence ou si vous connaissez des sites web de qualité traitant du thème abordé ici, merci de compléter l'article en donnant les références utiles à sa vérifiabilité et en les liant à la section « Notes et références ».

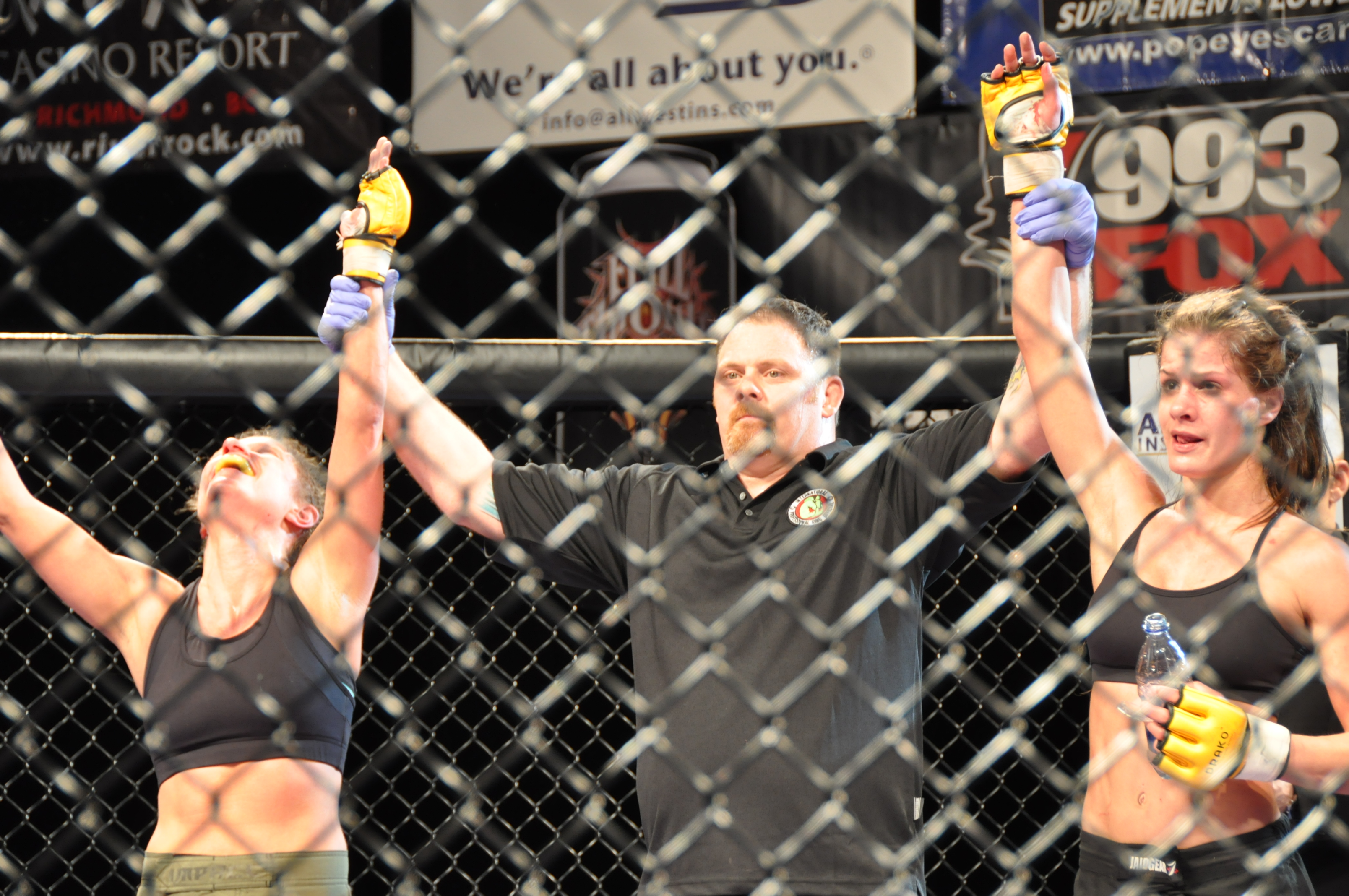
Match nul en MMA

Un match nul ou une partie nulle est le résultat d'une rencontre sportive ou ludique entre plusieurs (bien souvent deux) équipes ou joueurs, qui aboutit à une situation dans laquelle il n’y a ni vainqueur ni perdant.
Conventionnellement, dans certaines disciplines où les rencontres concernent trois (ou plus de trois) équipes ou joueurs, on peut aussi parler de « match nul » ou de « partie nulle », même avec des protagonistes qui perdent la partie si ceux encore en course n’arrivent pas à se départager ; dans ce cas-là, le match nul ou la partie nulle concerne les seuls non éliminés.

## En sports

### Baseball
Les matchs de baseball ne se terminent habituellement pas sur des matchs nuls, mais les règlements peuvent différer selon les ligues. Dans la Ligue majeure de baseball, il y a quelques exemples de matchs nuls à travers l'histoire, surtout à l'époque où les stades n'étaient pas équipés de réflecteurs, rendant le jeu impossible une fois la nuit tombée. Aujourd'hui, les matchs nuls ne se produisent à peu près jamais, et ne sont provoqués que par des situations inhabituelles. Le match nul de 1-1 le 29 septembre 2016 forcé par le mauvais temps à Pittsburgh lors de l'affrontement entre les Cubs de Chicago et les Pirates était le premier match nul en MLB depuis 2005.
En 2002, le match des étoiles de la Ligue majeure de baseball à Milwaukee se termina sur un match nul après que les deux équipes n'eurent plus de lanceurs à leur disposition, un joueur retiré d'un match ne pouvant pas revenir dans la partie. Cette conclusion suscita beaucoup de mécontentement, les spectateurs chahutant dans les gradins.
Le 18 septembre 2003 à Baltimore (Maryland), le score final entre les Yankees de New York et les Orioles de Baltimore fut de 1-1. Le match fut interrompu après 5 manches de jeu en raison de la pluie précédant l'arrivée imminente de l'ouragan Isabel sur Baltimore. Devant des gradins presque vides, le match avait d'ailleurs débuté plus tôt que prévu pour devancer l'ouragan, malgré les efforts des Yankees pour que la rencontre soit remise à une date ultérieure. La ligue ne compta pas de match nul dans les statistiques officielles des deux équipes, et la partie fut reprise du début plus tard dans la saison. Mais paradoxalement, les statistiques des joueurs ayant disputé cette partie furent compilées : Hideki Matsui, qui joua tous les matchs de saison régulière de son club cette année-là, a donc disputé 163 parties en 2003, alors que les statistiques officielles indiquent que les Yankees ont joué 162 matchs.

### Basket-ball
Au basket-ball, des prolongations sont systématiquement prévues pour éviter le match nul à l’exception des rencontres en match aller-retour où la différence de points marqués sur l’ensemble des deux matchs départage les deux équipes protagonistes.

### Football
Dans le cadre du football, le match est déclaré nul en cas d'égalité selon la loi 10 du football, ceci même si une séance de tirs au but départage les deux équipes.
En français on peut parler de match vierge, ou « nul et vierge », si le score est de 0 à 0. La considération de match vierge n'a aucune conséquence sur la validation du score par la FIFA.

### Hockey sur glace
Dans la Ligue nationale de hockey, les matchs nuls en saison régulière furent abolis à partir de la saison 2005-2006. les derniers matchs nuls furent joués le 4 avril 2004.

### Rugby à XV
En rugby à XV, il y a match nul si les deux équipes sont à égalité à la fin du match.

## Dans lesjeux de société

### Awalé
À l’awalé, il y a partie nulle quand chaque joueur termine avec 24 graines en fin de partie.

### Dames
Dames#Partie nulle

### Diplomatie
À Diplomatie, l’objectif du jeu est de détenir dix-huit centres de ravitaillement. Dans le cas d’une partie avec une durée préalablement déterminée avant son entame, l’objectif de dix-huit centres peut être difficilement atteignable. Le but du jeu devient alors souvent de terminer premier avec uniquement un ou quelques centres d’avance (« première place seul » ou « victoire seul »). On ne parle alors pas de partie nulle et on qualifie de « première place partagée » ou de « victoire partagée » les situations où plusieurs joueurs sont premiers ex æquo.
Mais bien souvent, si aucune durée n’a été choisie pour déterminer la fin de partie (forme originale du jeu), n’est considéré comme vainqueur que le joueur qui atteint seul cet objectif de dix-huit centres. On dit alors qu’il y a « solo ».
Si la partie « en temps illimité » s’éternise ou se dirige vers une situation bloquée, les joueurs encore en course peuvent voter la fin de partie. Si celle-ci est décidée par les joueurs, il n’y a alors pas de vainqueur, les seuls perdants sont les joueurs éliminés au moment du vote de fin de partie et les joueurs encore en vie font une partie nulle uniquement entre eux. Par exemple, la partie The Prince William Invitational se termine sur une nulle franco-germano-russe.
Dans le vocabulaire propre à ce jeu, pour qualifier une partie nulle, on parle souvent d’une « nulle », d’un ou d’une « draw » (d’après le terme original en anglais) ou encore d’une « nullité ».

### Fanorona
Au fanorona, la partie nulle peut avoir lieu quand les deux joueurs se retrouvent chacun avec peu de pions. Certaines configurations avec deux bons joueurs conduisent invariablement à déclarer la partie nulle afin d’éviter de nombreux déplacements stériles (celui qui prend des risques étant irrémédiablement sanctionné par une prise par l’autre joueur).

### Othello
À Othello, il y a partie nulle quand la partie se termine avec le même nombre de pions en faveur de chaque joueur : soit, sauf situation de blocage, 32 pions côté noir et 32 pions côté blanc.

### Shogi
Shōgi#Parties nulles